# Al Fateh-moskee (Vilafranca del Penedès)
De Al Fateh-moskee is een moskee in Vilafranca del Penedès, een gemeente in het oosten van de Spaanse autonome regio Catalonië. Het is een fusie van twee voormalige kleine moskeeën.
Het project van de bouw van de moskee begon in 2012 toen de lokale moslimgemeenschap zich realiseerde dat de toenmalige twee moskeeën in Vilafranca del Penedès te klein waren. In 2013 keurde de gemeenteraad de verkoop van een stuk grond goed voor een bedrag van 240.000 euro. Na twee jaar geld sparen en inzamelen begonnen de bouwwerkzaamheden. Nadat de bouw van de nieuwe moskee in 2017 voltooid werd, werden de twee oude moskeeën gesloten.
De moskee heeft een oppervlakte van 1.600 km². Het heeft een aparte gebedsruimte voor vrouwen, een bibliotheek en klaslokalen.